# Neustadt (huyện)
Neustadt an der Waldnaab (viết tắt: Neustadt a. d. Waldnaab, nghĩa đen: Thành phố mới ở Waldnaab), là một huyện ở bang Bayern, Đức. Huyện này giáp (từ phía nam theo chiều kin đồng hồ) các huyện Schwandorf, Amberg-Sulzbach, Bayreuth và Tirschenreuth, và Cộng hoà Séc (vùng Plzeň). Thành phố Weiden bị huyện này bao quanh nhưng không thuộc huyện.

## Lịch sử
Huyện được lập năm 1972 thông qua việc hợp nhất các huyện Neustadt Neustadt an der Waldnaab (cũ), Eschenbach và Vohenstrauß.

## Địa lý
Huyện nằm ở dãy núi của rừng Oberpfalz (Oberpfälzer Wald). Hai đầu nguồn của sông Naab, và Waldnaab và Haidenaab, cả hai đều chảy qua huyện và gặp nhau ở phía nam.

## Thị xã và đô thị
| Thị xã | Đô thị | |
| --- | --- | --- |
| 1. Eschenbach in der Oberpfalz 2. Grafenwöhr 3. Neustadt am Kulm 4. Neustadt an der Waldnaab 5. Pleystein 6. Pressath 7. Vohenstrauß 8. Windischeschenbach | 1. Altenstadt an der Waldnaab 2. Bechtsrieth 3. Eslarn 4. Etzenricht 5. Floß 6. Flossenbürg 7. Georgenberg 8. Irchenrieth 9. Kirchendemenreuth 10. Kirchenthumbach 11. Kohlberg 12. Leuchtenberg 13. Luhe-Wildenau 14. Mantel 15. Moosbach | 1. Parkstein 2. Pirk 3. Püchersreuth 4. Schirmitz 5. Schlammersdorf 6. Schwarzenbach 7. Speinshart 8. Störnstein 9. Tännesberg 10. Theisseil 11. Trabitz 12. Vorbach 13. Waidhaus 14. Waldthurn 15. Weiherhammer |